# Juan Bautista Mínguez

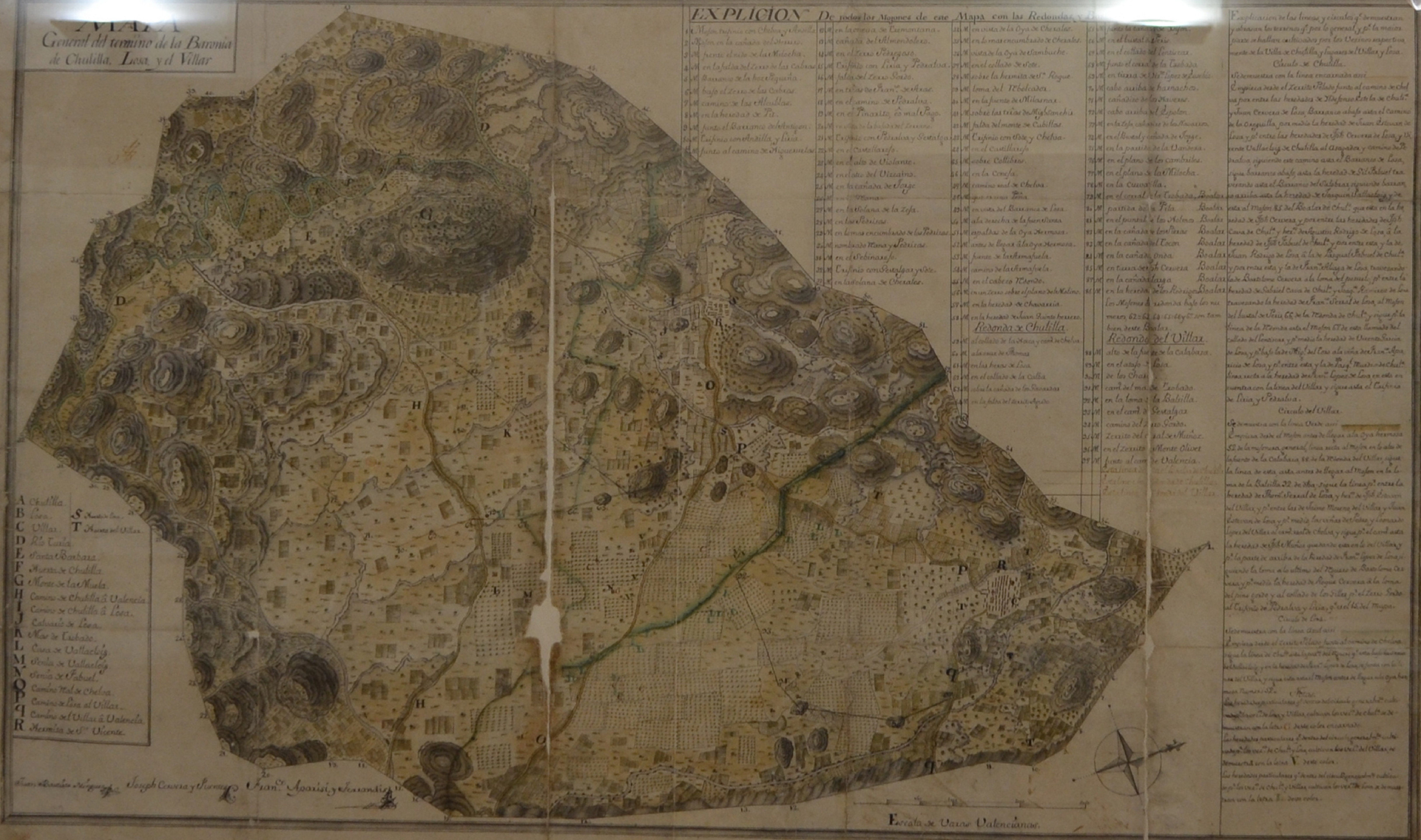
Mapa de 1770 de los términos de Chulilla, Villar del Arzobispo y Losa del Obispo dibujado por Juan Bautista Mínguez.

Juan Bautista Minguez (1715 - 1787), fue un arquitecto español nacido en Valencia, hijo del arquitecto José Mínguez, oriundo de Aragón.

## Biografía
Empezó como delineante en las obras  del palacio nuevo de Madrid. Como arquitecto fundó la Academia de San Carlos de Valencia, siendo nombrado teniente director de Arquitectura en 1768 y director honorario en 1775.
- Datos: Q5947792